# Jan Panwitz
Jan von Panwitz (zm. 1 sierpnia 1446) – szlachcic, duchowny katolicki, biskup. 

## Życiorys
Pochodził ze szlacheckiego rodu Panwitzów, posiadającego swoje dobra w hrabstwie kłodzkim. Był proboszczem parafii św. Małgorzaty w Starej Łomnicy, a następnie w parafii św. Jerzego w Szalejowie Górnym. Potem był dziekanem kapituły kolegiackiej w Brzegu. 
11 kwietnia 1431 r. został mianowany biskupem tytularnym krymskiego Symbaliensis (Cembalo) i wrocławskim biskupem pomocniczym przez papieża Eugeniusza IV. 
Zmarł w 1446 r.